# متئو لوواتو

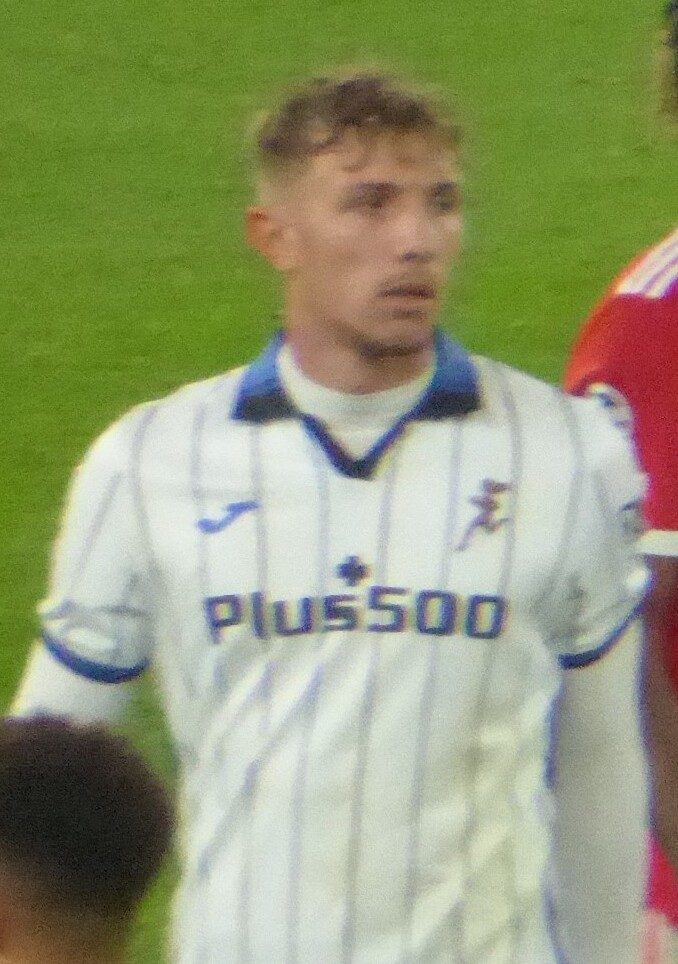
متئو لوواتو در سال ۲۰۲۱

متئو لوواتو (ایتالیایی: Matteo Lovato؛ زادهٔ ۱۴ فوریهٔ ۲۰۰۰) بازیکن فوتبال اهل ایتالیا است‌ که برای باشگاه سالرنیتانا بازی می‌کند.
از باشگاه‌هایی که در آن بازی کرده‌است می‌توان به پادوا و هلاس ورونا اشاره کرد.